# Peter Fabuš
Peter Fabuš (* 15. Juli 1979 in Ilava, Tschechoslowakei) ist ein slowakischer Eishockeyspieler, der zuletzt beim HK Ertis Pawlodar in der kasachischen Eishockeyliga unter Vertrag stand.

## Karriere
Peter Fabuš begann seine Karriere als Eishockeyspieler in der Nachwuchsabteilung des MHK Dubnica, für dessen Profimannschaft er in der Saison 1996/97 sein Debüt in der slowakischen Extraliga gab. Mit seiner Mannschaft stieg er in seinem Rookiejahr in die 1. Liga, die zweite slowakische Spielklasse, ab. In dieser setzte er sich als Stammspieler bei Dubnica durch und erzielte in der zweiten Liga in 38 Spielen je vier Tore und vier Vorlagen. Die Saison 1998/99 verbrachte der Center beim MsHK Žilina in der Extraliga. Anschließend spielte er drei Jahre lang für den HC Dukla Trenčín. Vor allem in der Saison 2000/01 konnte er überzeugen, als er in das All-Star Team der Extraliga gewählt wurde. In seiner Zeit beim HC Dukla wurde er im NHL Entry Draft 2000 in der neunten Runde als insgesamt 281. Spieler von den Phoenix Coyotes ausgewählt, bei deren Farmteam Springfield Falcons er die Saison 2001/02 in der American Hockey League beendete. Auch die Saison 2002/03 verbrachte der Slowake bei den Springfield Falcons, absolvierte jedoch nur 34 Spiele, in denen er zwölf Scorerpunkte, davon fünf Tore, erzielte. 
Zur Saison 2003/04 kehrte Fabuš zum HC Dukla Trenčín zurück, mit dem er im ersten Jahr nach seiner Rückkehr auf Anhieb Slowakischer Meister wurde. Mit 50 Scorerpunkten, davon 26 Tore, in insgesamt 64 Spielen war er einer der Führungsspieler in seiner Mannschaft und wurde mit der erneuten Wahl in das All-Star Team der Extraliga belohnt. In der Saison 2004/05 war er als Leihspieler zudem in einer Partie für den Zweitligisten ŠHK 37 Piešťany aktiv. Die Saison 2005/06 begann der Linksschütze beim Mora IK in der schwedischen Elitserien, für den er in 18 Spielen zwei Tore vorbereitete. Die Spielzeit beendete er jedoch beim HC Oceláři Třinec in der tschechischen Extraliga. Dort setzte er seine Laufbahn von 2006 bis 2009 beim HC Lasselsberger Plzeň fort. Zur Saison 2009/10 schloss er sich dem BK Mladá Boleslav an, mit dem ihm erst in der Relegation der Klassenerhalt gelang. 
Die Saison 2010/11 begann Fabuš erneut beim BK Mladá Boleslav, kehrte im Januar jedoch in seine slowakische Heimat zurück, wo er einen Vertrag beim Spitzenklub HC Košice erhielt. Mit diesem gewann er am Saisonende den slowakischen Meistertitel. Besonders in den Playoffs war er ein Garant für den Titelgewinn, als er in 14 Spielen zwölf Scorerpunkte, davon drei Tore, erzielte. Im November 2011 wechselte er dann innerhalb der slowakischen Extraliga zum HC Dukla Trenčín, für den er bis Oktober 2012 spielte. Anschließend wurde er vom HK Njoman Hrodna aus der belarussischen Extraliga unter Vertrag genommen, mit dem er am Ende der Saison 2012/13 den belarussischen Meistertitel gewann. Nach diesem Erfolg wechselte er  
zum HK Ertis Pawlodar aus der kasachischen Eishockeyliga.

### International
Für die Slowakei nahm Fabuš an der Weltmeisterschaft 2008 teil. Im Turnierverlauf bereitete er in fünf Spielen zwei Tore vor.

## Erfolge und Auszeichnungen
- 2001 Extraliga All-Star Team
- 2004 Slowakischer Meister mit dem HC Dukla Trenčín
- 2004 Extraliga All-Star Team
- 2011 Slowakischer Meister mit dem HC Košice
- 2013 Belarussischer Meister mit dem HK Njoman Hrodna
- 2014 Kasachischer Meister mit dem HK Ertis Pawlodar

## Statistik
(Stand: Ende der Saison 2010/11)